# Alcalde de Barranquilla
El alcalde de Barranquilla es la máxima autoridad administrativa y política del distrito especial, industrial y portuario de Barranquilla. Es elegido por votación popular, con el sistema de mayoría simple, para un periodo de cuatro años. 
El actual alcalde de la ciudad es Alejandro Char, quien inició su período el 1.° de enero de 2024 y lo termina el 31 de diciembre de 2027.

## Historia
En Colombia, el alcalde es el cargo ejecutivo de un municipio o distrito especial, el cual es elegido por voto popular desde el 13 de marzo de 1988, y ejerce por un período de 4 años a partir de 2004.
El alcalde dirige la administración municipal y representa al municipio, sus funciones principales son la administración de los recursos propios de la municipalidad, velar por el bienestar y los intereses de sus conciudadanos y representarlos ante el Gobierno Nacional, además de impulsar políticas locales para mejorar su calidad de vida, tales como programas de salud, vivienda, educación e infraestructura vial y mantener el orden público. Debe presentar a los electores un plan de gobierno; si no lo cumple, los ciudadanos pueden pedir la revocatoria de su mandato.
El alcalde de Barranquilla pasa a ser elegido para periodos de tres años, a partir de 1994. En 1988, cuando se aprobó la elección de alcaldes por voto popular, fue elegido Jaime Pumarejo Certain, quien en 1989 fue destituido por una equivocación en el conteo de varias mesas de votación, asumiendo como alcalde su primo Gustavo Certain hasta 1990. 
En 1990 asumió como alcalde el abogado, exconcejal de Barranquilla, exrepresentante a la Cámara y exsenador de la República Miguel Bolívar Acuña hasta el año 1992.
En enero de 1993 fue elegido el exsacerdote de la iglesia católica Bernardo Hoyos Montoya hasta diciembre de 1994. 
En enero de 1995 fue elegido el neurólogo Edgar George González hasta diciembre de 1997.
Para las elecciones de 1997 fue elegido nuevamente el excura Bernardo Hoyos por el período comprendido entre enero de 1998 y diciembre de 2000. 
En las elecciones de 2000 fue elegido el neurólogo Humberto Caiafa por el periodo comprendido entre enero de 2001 y diciembre de 2003.
A partir del año 2003 se extienden de 3 a 4 años el período de gobierno de los alcaldes colombianos.
Le siguió el gobierno de Guillermo Hoenigsberg Bornacelly, comprendido entre enero de 2004 y diciembre de 2007. El 19 de diciembre de 2006, el alcalde Hoenigsberg fue recluido con medida de aseguramiento sin beneficio de excarcelación por la compra irregular de un terreno donde debían construirse 25 mil viviendas de interés social. Después de su destitución, dejó encargado de su administración al exconcejal Juan García.
En las elecciones regionales de octubre de 2007, fue elegido el ingeniero civil y constructor Alejandro Char para el período comprendido entre enero de 2008 y diciembre de 2011. Char obtuvo 221.625 votos, seguido por Máximo José Noriega Rodríguez, del Polo Democrático Alternativo con 43.937 y Édgar Perea, de Colombia Democrática, quien ocupó el tercer puesto con 39.979 votos. El 9 de julio de 2008, encuestas de popularidad dieron a Char uno de los más altos niveles de aprobación en Colombia, un 83%.
El 30 de octubre de 2011, Elsa Noguera se convirtió en la primera mujer elegida por voto popular para desempeñar el primer cargo de la ciudad en el periodo 2012-2015. Cabe destacar que la primera alcaldesa de Barranquilla fue la dirigente liberal Miriam Llinás de Ovalle en calidad de encargada en 1987, pero solo duró 7 meses encargada de la administración municipal.
El 25 de octubre de 2015, Alejandro Char fue elegido por segunda vez alcalde de Barranquilla, esta vez para el periodo 2016 - 2019, derrotando al exconcejal independiente Rafael Sánchez Anillo, con un amplio margen de 352.236 votos (77,07%) contra solo 86.526 votos (17,95%).
El 27 de octubre de 2019 fue elegido para el periodo 2020 - 2023 Jaime Pumarejo Heins, con un 62.45% de los votos, venciendo a sus contendores Antonio Eduardo Bohorquez Collazos, Rafael Segubdo Sánchez Anillo y Diogenes Rosero Durango.
El 29 de octubre de 2023 Alejandro Char fue elegido por tercera vez alcalde de Barranquilla, esta vez para el cuatrienio 2024 - 2027, derrotando unanimemente a 5 contendores, entre ellos, Antonio Eduardo Bohorquez Collazos.